# Keskimmäinen-Räihyvä
Keskimmäinen-Räihyvä är en ö i Finland. Den ligger i sjön Viinijärvi och i kommunen Polvijärvi i den ekonomiska regionen  Joensuu ekonomiska region  och landskapet  Norra Karelen, i den sydöstra delen av landet, 400 km nordost om huvudstaden Helsingfors. Öns area är 0,7 hektar och dess största längd är 130 meter i sydöst-nordvästlig riktning.